# نمذجة النظم

مثال على نموذج دالة إنشاء الرسومات التخطيطية.

نمذجة النظم أو نمذجة النظام هي دراسة متعددة التخصصات لاستخدام النماذج لتصور وبناء النظم في مجال الأعمال التجارية وتطوير تكنولوجيا المعلومات.
النوع الشائع من نمذجة الأنظمة هو نمذجة الوظائف، مع تقنيات محددة مثل مخطط كتلة التدفق الوظيفي وإنشاء رسومات تخطيطية. يمكن توسيع هذه النماذج باستخدام التحلل الوظيفي، ويمكن ربطها بنماذج المتطلبات لمزيد من تقسيم الأنظمة.
على النقيض من النمذجة الوظيفية، هناك نوع آخر من نمذجة النظم وهو النمذجة المعمارية التي تستخدم بنية النظم لنمذجة هيكل النظام وسلوكه والمزيد من وجهات النظر.
يمكن أيضًا اعتبار لغة نمذجة العمليات (نموذج وتدوين عملية الأعمال)، وهي تمثيل رسومي لتحديد عمليات الأعمال في سير العمل، لغة نمذجة النظم.

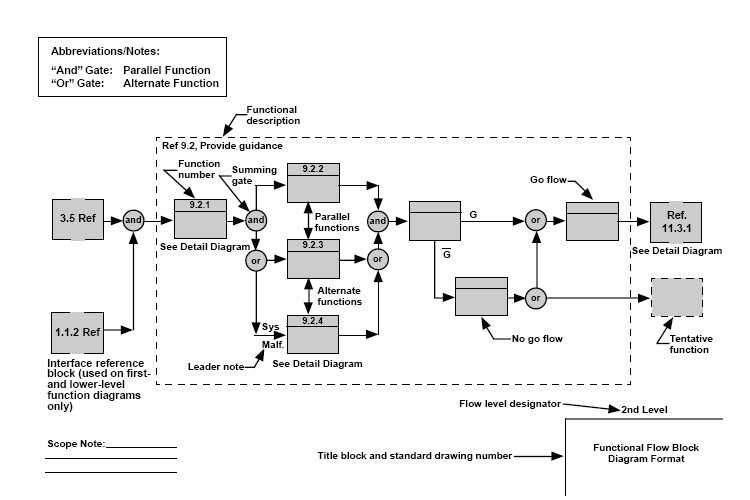
تنسيق مخطط كتلة التدفق الوظيفي.

## نظرة عامة
في مجال الأعمال التجارية وتطوير تكنولوجيا المعلومات، فإن مصطلح «نمذجة النظم» له معاني متعددة. يمكن أن تتعلق بـ:
- استخدام النموذج لتصور وبناء النظم.
- دراسة متعددة التخصصات لاستخدام هذه النماذج.
- جهود نمذجة النظم والتحليل والتصميم.
- نمذجة ومحاكاة النظم، مثل ديناميات النظام.
- أي لغة لنمذجة أنظمة معينة.

هيكل التحلل.

كحقل من مجالات نمذجة أنظمة برزت مع تطور نظرية النظام وعلوم النظم. كنوع من نمذجة أنظمة النمذجة، فإنه يعتمد على تفكير الأنظمة ومنهج الأنظمة. في نمذجة أنظمة الأعمال وتكنولوجيا المعلومات، تتناقض المقاربات الأخرى مثل:
- النمذجة المستندة إلى عامل.
- نمذجة البيانات.
- النمذجة الرياضية.

في «منهجية إنشاء المعرفة التجارية» (1997) أربنور وبيورن بيرك اعتبر نهج الأنظمة (نمذجة النظم) أحد المناهج الأساسية الثلاثة لاكتساب المعرفة التجارية، إلى جانب النهج التحليلي ونهج الفاعل (النمذجة القائمة على الوكيل).

## تاريخ

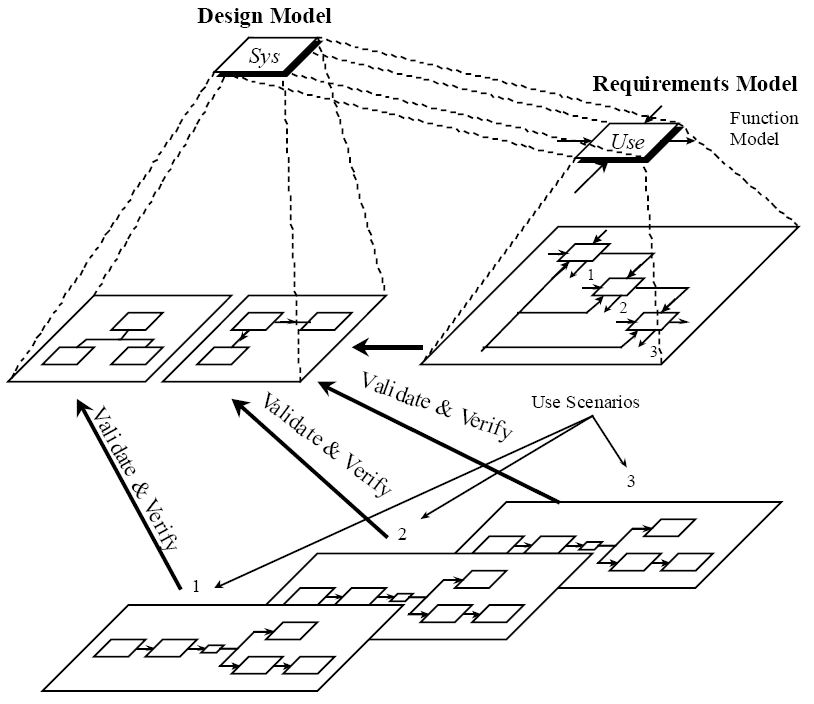
نماذج ثابتة وديناميكية ومتطلبات لقسم الأنظمة.

ينشأ نموذج الوظيفة في الخمسينيات، بعد أن تم تطوير أنواع أخرى من مخططات الإدارة في النصف الأول من القرن العشرين. تم تطوير أول مخطط غانت معروف في عام 1896 من قبل كارول أداميسكي، الذي وصفه بأنه متناسق. لأن أداميسكي لم ينشر مخططه حتى عام 1931، وعلى أي حال تم نشر أعماله إما باللغة البولندية أو الروسية، وهي لغات ليست شائعة في الغرب، يحمل المخطط الآن اسم هنري غانت (1861-1919)، الذي صمم مخططه حول السنوات 1910-1915 ونشرها في الغرب. كان أحد أول نماذج الوظائف المحددة جيدًا، هو مخطط كتلة التدفق الوظيفي الذي طورته شركة TRW المرتبطة بالدفاع في الخمسينات. في الستينيات، تم استغلالها من قبل وكالة ناسا لتصور التسلسل الزمني للأحداث في أنظمة الفضاء ومهمات الطيران. كما يستخدم على نطاق واسع في هندسة النظم الكلاسيكية لإظهار ترتيب تنفيذ وظائف النظام.

واحدة من أقدم الأعمال الرائدة في نمذجة نظم المعلومات قام بها يونغ وكينت (1958)، الذين جادلوا:

مثال لتدوين نمذجة العمليات التجارية.

نظرًا لأنه قد تتم دعوتنا لتقييم أجهزة حاسوب مختلفة أو لإيجاد طرق بديلة لتنظيم الأنظمة الحالية، فمن الضروري أن يكون لديك بعض الوسائل للتعبير بدقة عن مشكلة معالجة البيانات بشكل مستقل عن الميكنة.
كانوا يهدفون إلى طريقة دقيقة ومجردة لتحديد الخصائص المعلوماتية والزمنية لمشكلة معالجة البيانات، وأرادوا إنشاء رمز من شأنه تمكين المحلل من تنظيم المشكلة حول أي قطعة من الأجهزة. لم تركز جهودهم كثيرًا على تحليل الأنظمة المستقلة، ولكن على إنشاء مواصفات مجردة وأساس ثابت لتصميم تطبيقات بديلة مختلفة باستخدام مكونات الأجهزة المختلفة.
تم اتخاذ الخطوة التالية في نمذجة IS بواسطة CODASYL، وهو اتحاد صناعة تكنولوجيا المعلومات تم تشكيله في عام 1959، والذي يهدف بشكل أساسي إلى نفس الشيء مثل يونغ وكينت: تطوير «بنية مناسبة للغة تعريف المشكلة المستقلة عن الآلة، على مستوى نظام معالجة البيانات». أدى هذا إلى تطوير جبر معلومات IS محدد.

## أنواع نمذجة النظم
في الأعمال التجارية وأنظمة تطوير تكنولوجيا المعلومات تم تصميمها بنطاقات ومجالات تعقيد مختلفة، مثل:
- النمذجة الوظيفية
- هندسة النظم
- نمذجة العمليات التجارية
- نمذجة المشاريع

كما هو الحال في نظرية الأنظمة، يمكن تقسيم نماذج النظم إلى:
- تحليل النظم
- نمذجة النظم الصلبة أو نمذجة بحوث العمليات
- نمذجة النظام الضعيف

وجميع الأنواع الأخرى المحددة لنمذجة الأنظمة، مثل نماذج النظام المعقدة، ونمذجة الأنظمة الديناميكية، وتفكير الأنظمة الحيوي.

## أنواع محددة من لغات النمذجة
- لغة النمذجة الخاصة بالإطار
- لغة نمذجة النظم